# Wayne Glasgow
Victor Wayne Glasgow (Dacoma, 17 januari 1926 – Bartlesville, 31 december 2000) was een Amerikaans basketballer. Hij won met het Amerikaans basketbalteam de gouden medaille op de Olympische Zomerspelen 1952.
Glasgow speelde voor het team van de University of Oklahoma en de Phillips 66ers. Tijdens de Olympische Spelen speelde hij 6 wedstrijden. Gedurende deze wedstrijden scoorde hij 27 punten.
Na zijn carrière als speler was hij werkzaam bij de Phillips Petroleum Company, de sponsor van zijn laatste team.